# 科爾維茨冰川
科爾維茨冰川（英語：Koerwitz Glacier）是南極洲的冰川，位於阿蒙森海岸，屬於海斯山脈的一部分，流經格里菲思山，由美國探險隊發現和繪入地圖，現時由南極條約體系管理。

## 外部連結
. . United States Geological Survey.   [2013-05-13].
85°42′S 154°24′W / 85.700°S 154.400°W